# Progreso (Messico)
Progreso è un comune del Messico, situato nello stato di Coahuila.